# Pays Glazik
Ne doit pas être confondu avec Communauté de communes du pays Glazik.

carte des pays traditionnels de la Bretagne

Le pays Glazik (en breton : Bro C'hlazig) est un pays traditionnel de Bretagne regroupant quelques communes autour de sa capitale, Quimper, également capitale de Cornouaille.

## Présentation
Le pays glazik (« Petit Bleu » en breton) est limité au nord par les Montagnes Noires, à l'est par le plateau de Scaër et, les cours du Jet et de l'Odet, à l'ouest par la baie de Douarnenez et au sud par le pays Bigouden et le pays de Fouesnant ; il forme un groupe vestimentaire centré sur Quimper formé de vingt-neuf communes.
Cette région est désignée ainsi au cours du XIXe siècle en raison de la couleur bleue des vestes et des gilets des hommes fabriqués par les tailleurs, semble-t-il, à partir des stocks de draps tissés pour la confection des uniformes militaires. C'est le drap bleu employé pour la fabrication des costumes qui en est à l'origine. Ce drap bleu provenait des stocks de l'armée de Napoléon à la fin des guerres de l'Empire (1815). Glazik associe le terme Glaz qui signifie bleu en breton au suffixe -ik voulant dire petit. Ce surnom Glazik, donné aux hommes de ce terroir, leur a été attribué comme toujours par leurs voisins.
Le costume féminin était surtout caractérisé par la coiffe bordelenn (« bourrelet » en français), même si d'autres coiffes ont existé en pays glazik, notamment la coiffe pichou (une coiffe à capuchon) et la talkanel (« bout de bobine ») au fond fixé sur une pièce circulaire de bois.
Le pays glazik est souvent confondu avec la Communauté de communes du pays Glazik qui regroupait les cinq communes de l’ancien canton de Briec jusque janvier 2017 avant sa fusion avec Quimper Bretagne Occidentale. Le gentilé est glazik (-ed).
Cette couleur bleue prédomina, du moins par endroits, jusque dans la décennie 1930, époque où les habitants se mirent à porter les vêtements du prêt à porter.

## Liste des communes

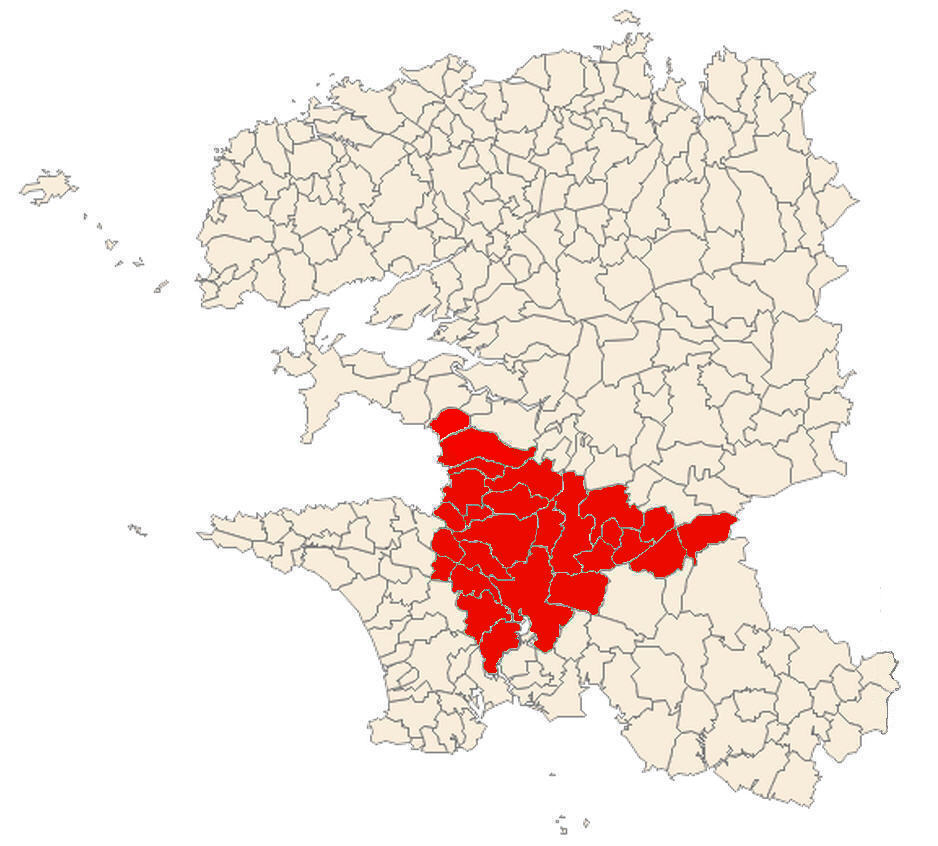
Carte des communes rattachées au Pays Glazik

Drapeau du Pays Glazik

- Briec
- Cast
- Coray
- Édern
- Ergué-Gabéric
- Gourlizon
- Guengat
- Kerlaz
- Landrévarzec
- Landudal
- Langolen
- Le Juch
- Leuhan
- Locronan
- Ploéven
- Plogonnec
- Plomelin
- Plomodiern
- Plonéis
- Plonévez-Porzay
- Pluguffan
- Quéménéven
- Quimper
- Saint-Nic
- Saint Evarzec
- Trégourez

## Le costume glazik
La splendeur des costumes glazik a évolué avec le temps, la plus belle période se situant entre 1880 et 1914.

### Le costume masculin

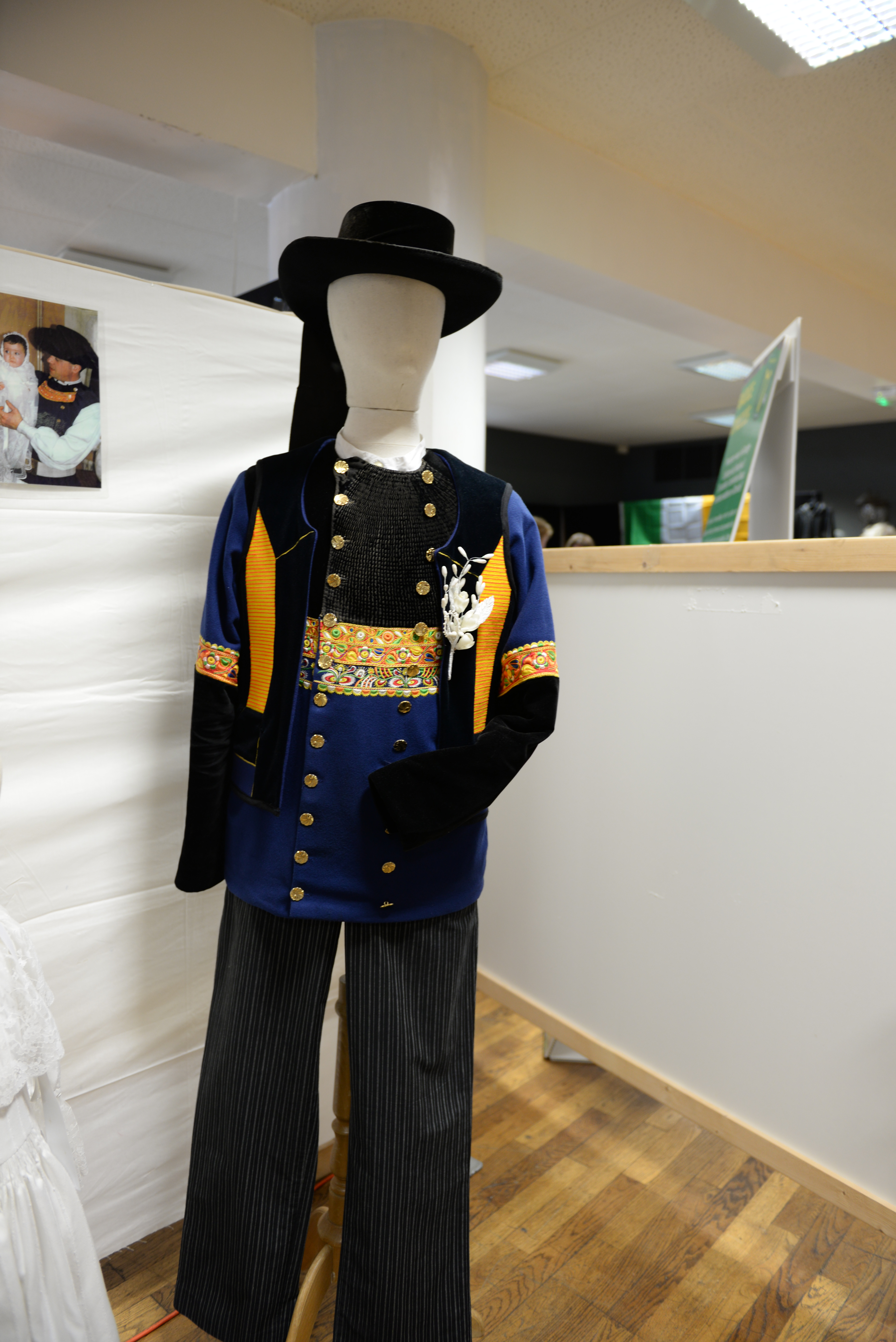
Costume masculin.

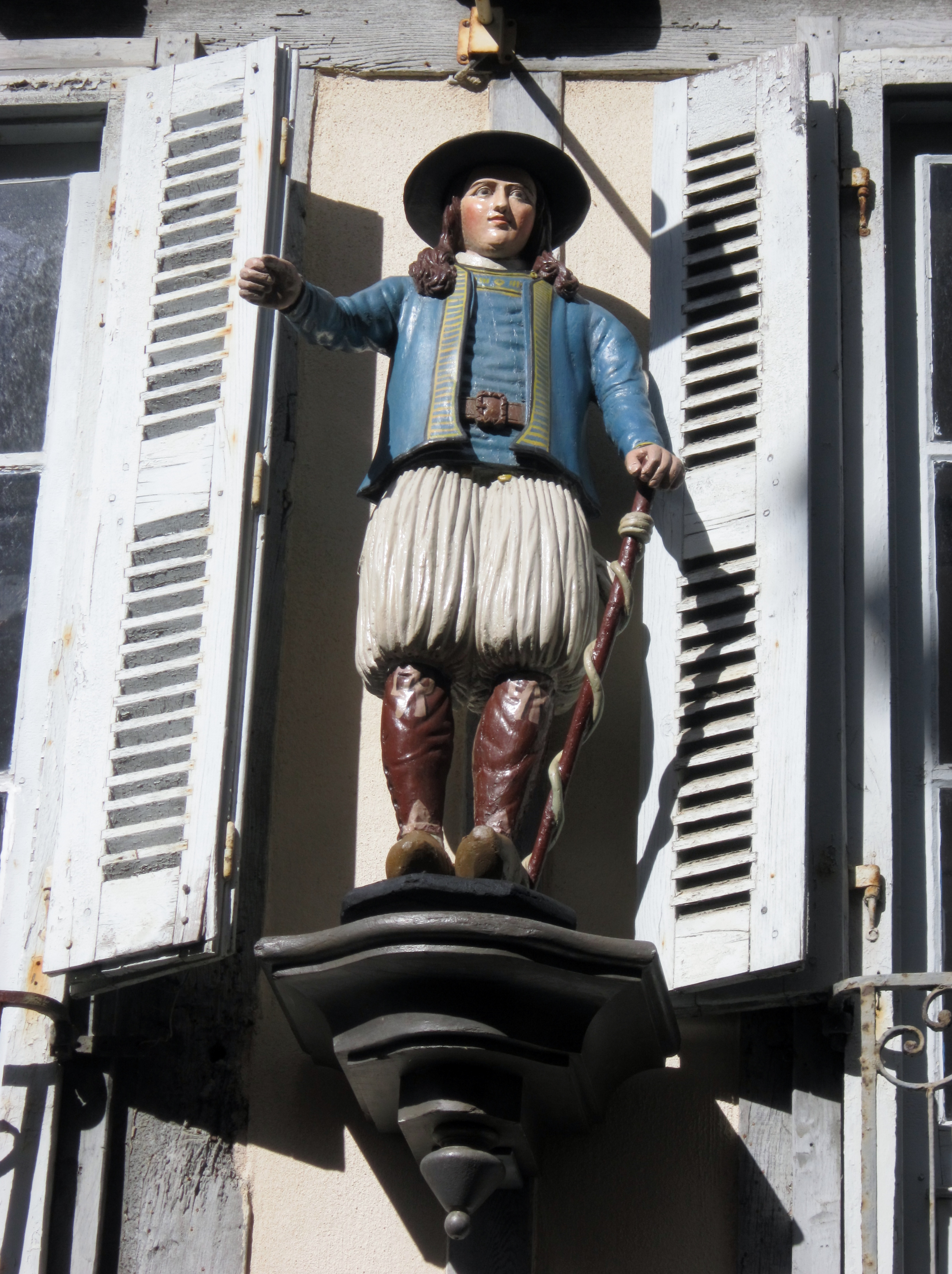
Statue d'un homme en costume glazik (rue Kéréon à Quimper).

La veste (chupenn) avec ou sans boutons a une bordure, appelée bruskou, alternant galons de velours et broderies à dominante jaune. Elle est caractérisée par le korniou, partie basse à l'avant se terminant en pointe. Le gilet est orné de drein pesk, point de broderie en arête de poisson.
Le costume n'a cessé d'évoluer. Entièrement bleu au début du XIXe siècle, il s'est peu à peu enrichi de velours et de larges broderies au fur et à mesure que son propriétaire s'enrichissait et sous l'effet de la mode. L'origine de la couleur bleue du costume masculin reste discutée, une des hypothèses étant les ventes de surplus de drap bleu des armées napoléoniennes.
Vers 1870-1880 on ne voit qu'un peu de broderie et de velours autour du cou et au bas des manches, alors que 50 ans plus tard (vers 1920) la poitrine est recouverte d'une bande de velours large de 30 à 35 cm et l'on peut voir jusqu'à 4 rangs de broderie de fils de soie. Le velours des manches recouvre également le drap bleu jusqu'au-dessus du coude. La désaffection définitive du port de ce costume pour les hommes se situe autour des années 1925-1930.

### Le costume féminin

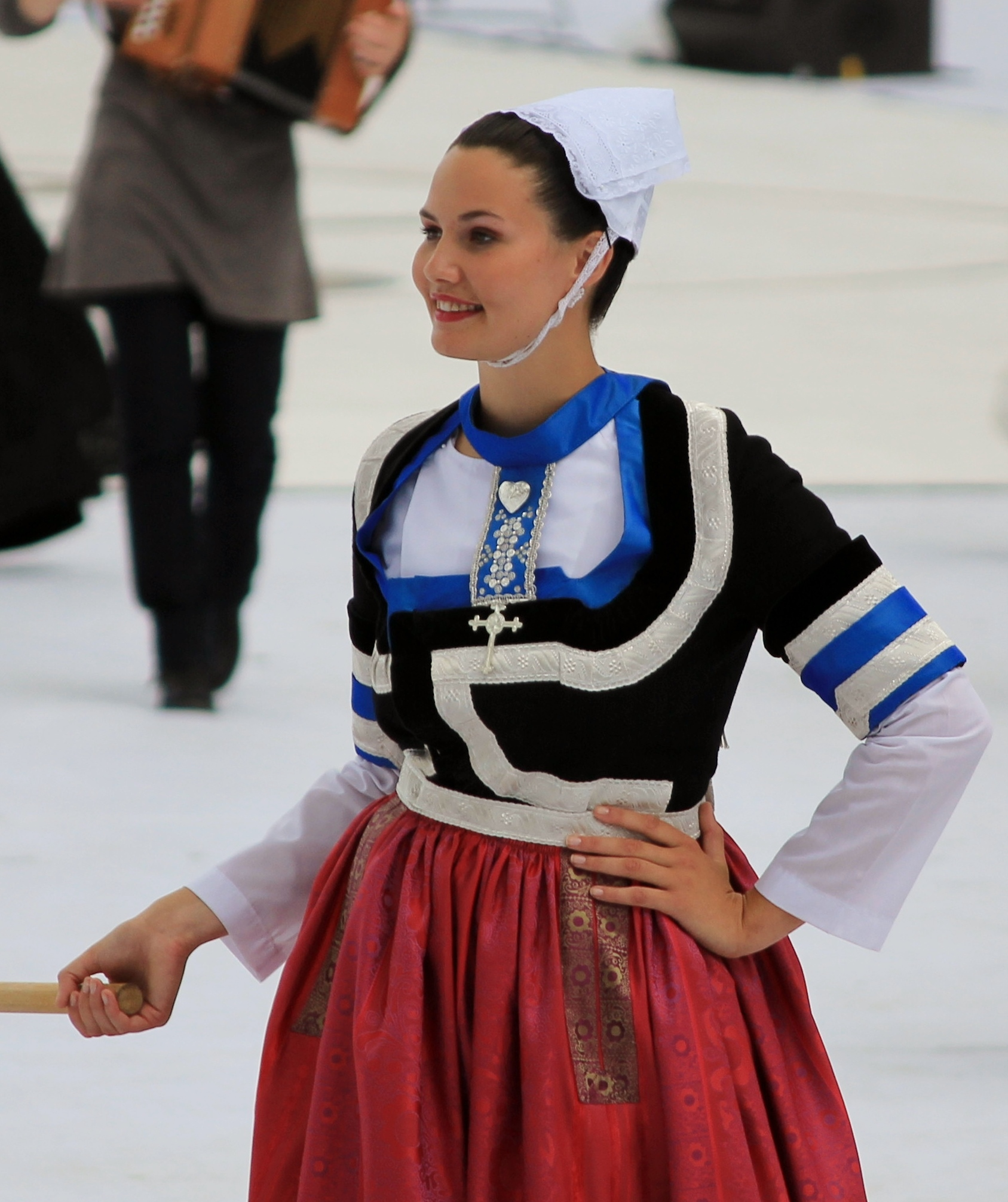
Costume féminin du pays Glazik (Cercle celtique Danserien Kemper)

Les femmes surnommées "Borledenn" (nom de la coiffe portée de 1750 à 1950 environ) ont porté leur costume beaucoup plus longtemps, puisque les dernières mariées en costume traditionnel l'ont été en 1954.
Le costume des femmes au début du XIXe siècle est composé :
- D'une coiffe (son nom breton borledenn était déjà usité en 1845) de linon (et non pas de nylon) recouvrant toute la chevelure. En évoluant, elle est fabriquée en filet, avec application de tulle, le tout brodé au coton blanc. Elle a dans un premier temps rétréci, puis elle a pris un peu de hauteur. La petite coiffe (ar c'hoef bihan), en tulle rebrodé et rajout de dentelles) est munie de brides se nouant sous le menton ; la grande coiffe (ar c'hoef bras), dénommée aussi « visagière », est un rectangle de coton (au départ elle était même formée d'un simple morceau de carton recouvert de papier glacé bleu, par la suite elle a été en toile fine ou en mousseline) masquant totalement la chevelure porté par-dessus la petite coiffe et est munie de deux rubans flottant librement dans le dos.
- Des corsages (jiletenn en breton) en coton et velours qui peuvent être brodés et ourlés de galons suivant la richesse de la propriétaire et l'usage du costume. Les femmes pouvaient en superposer jusqu'à trois, de couleurs vives, qui s'enfilaient les uns sur les autres, les premiers ayant des manches courtes, le troisième, souvent de couleur bleue, des manches plus longues.
- D'un corselet sans manche (manchoù en breton), souvent de couleur bleu pâle, orné de galons autour des emmanchures et de l'encolure, avec deux pointes à hauteur de la poitrine.
- D'une jupe en lainage brun ou noir, puis plus tard en satin et velours, décorée parfois de broderies dans sa partie inférieure. Elle est portée par-dessus une série de jupons de couleurs vives.
- D'un tablier en soie, satin ou crêpe suivant les époques et les modes. Il est muni d'un long lacet qui se croise par devant et se noue par derrière.

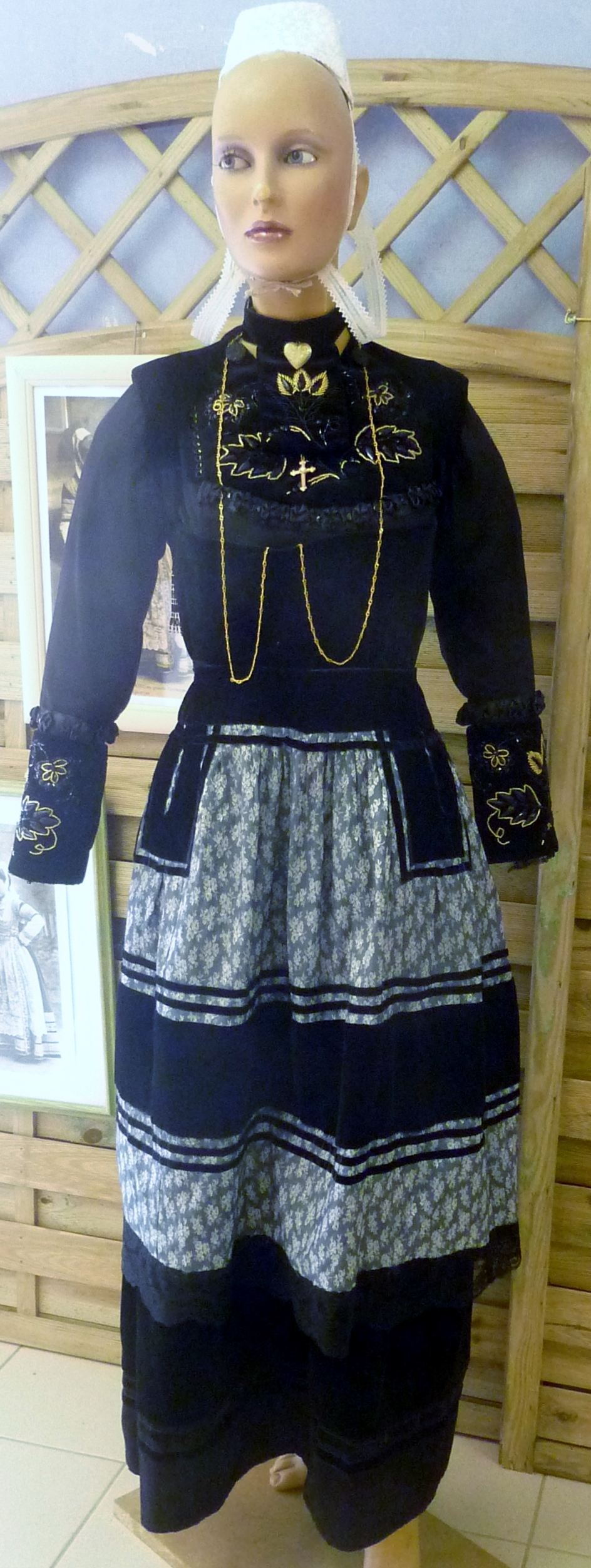
Landudal : costume de mariée vers 1895
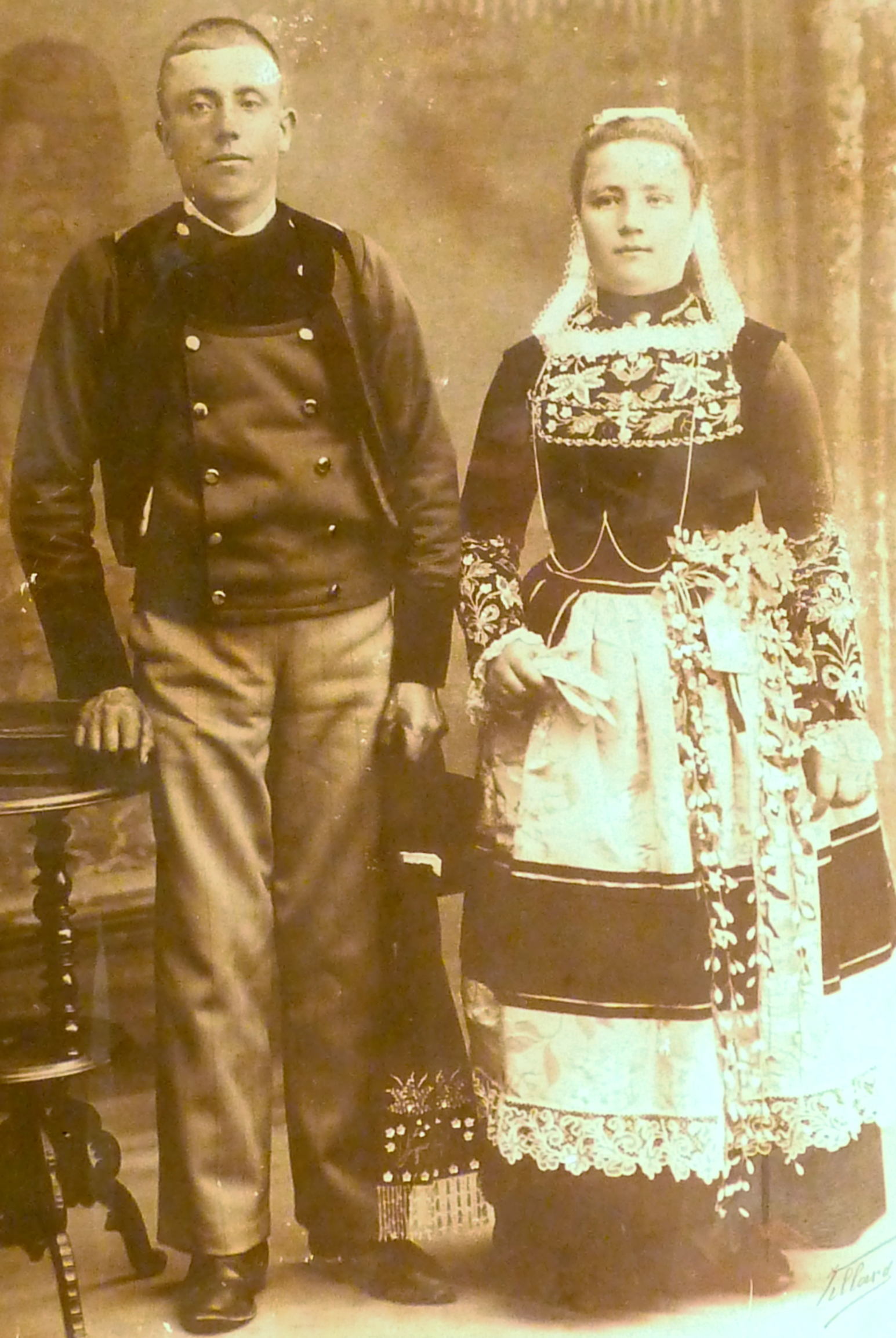
Un couple de la région de Landudal en costume traditionnel vers 1920
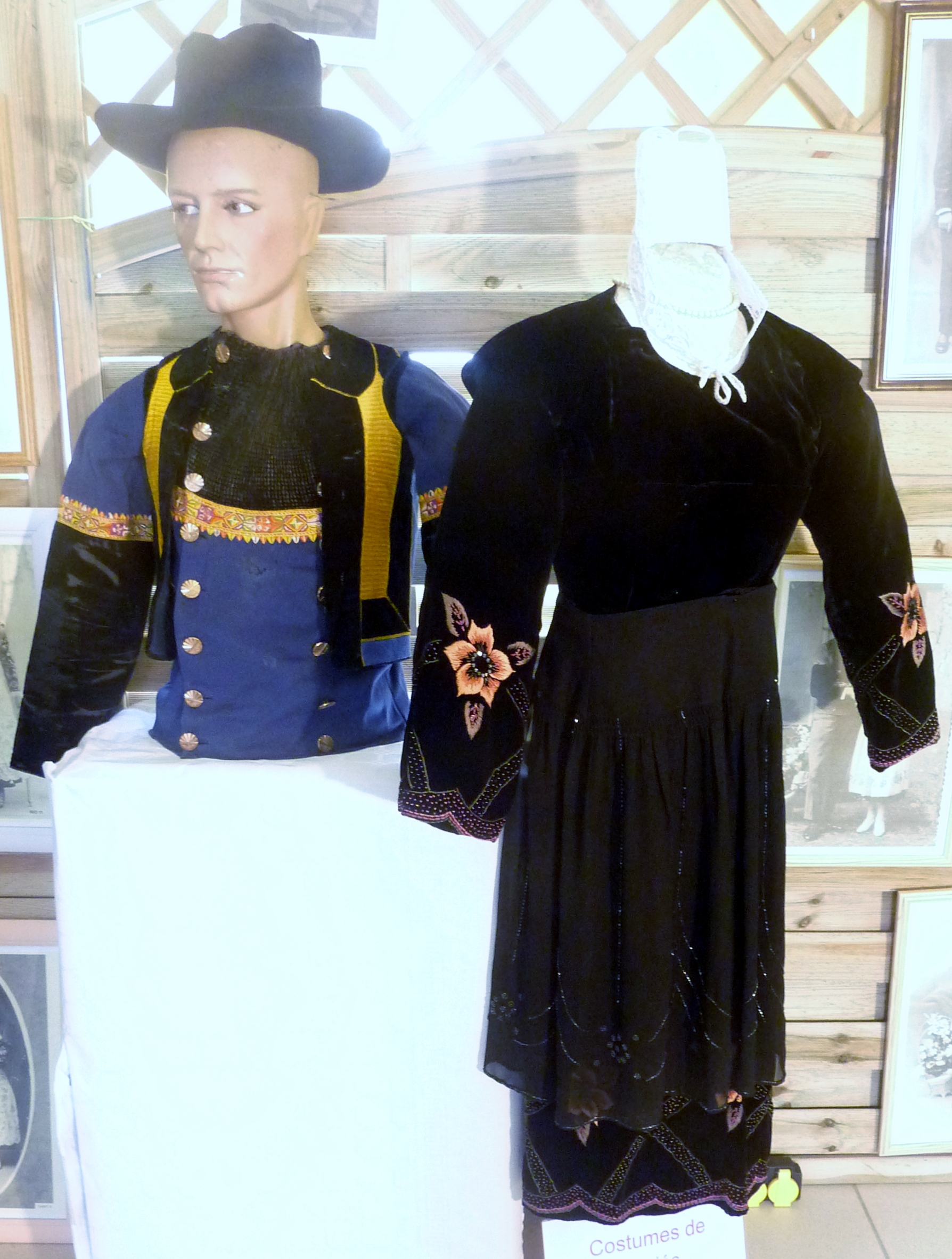
Landudal : costumes de mariés vers 1930
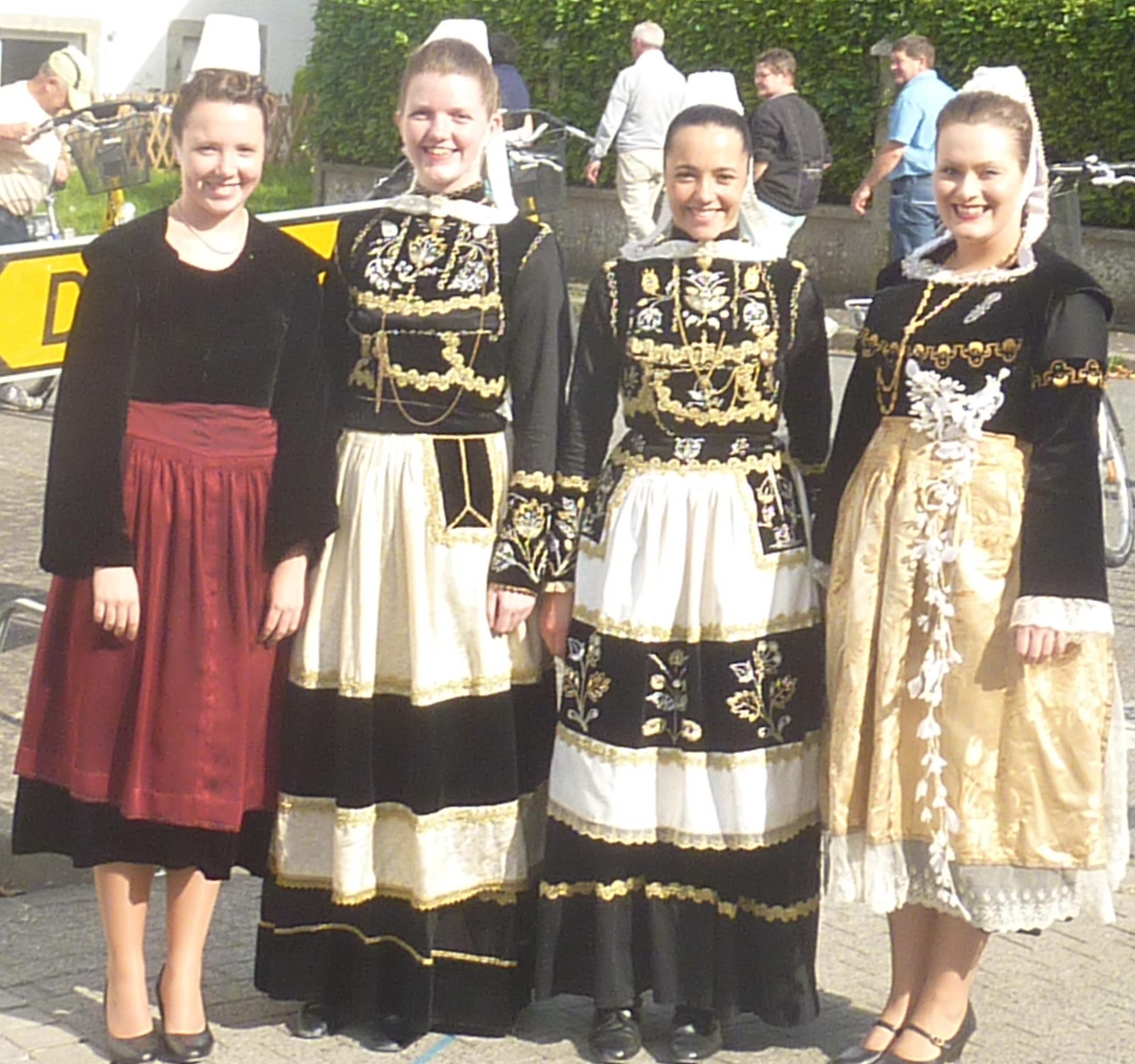
Landudal : jeunes femmes en costume glazik